# Acrobasis amplexella

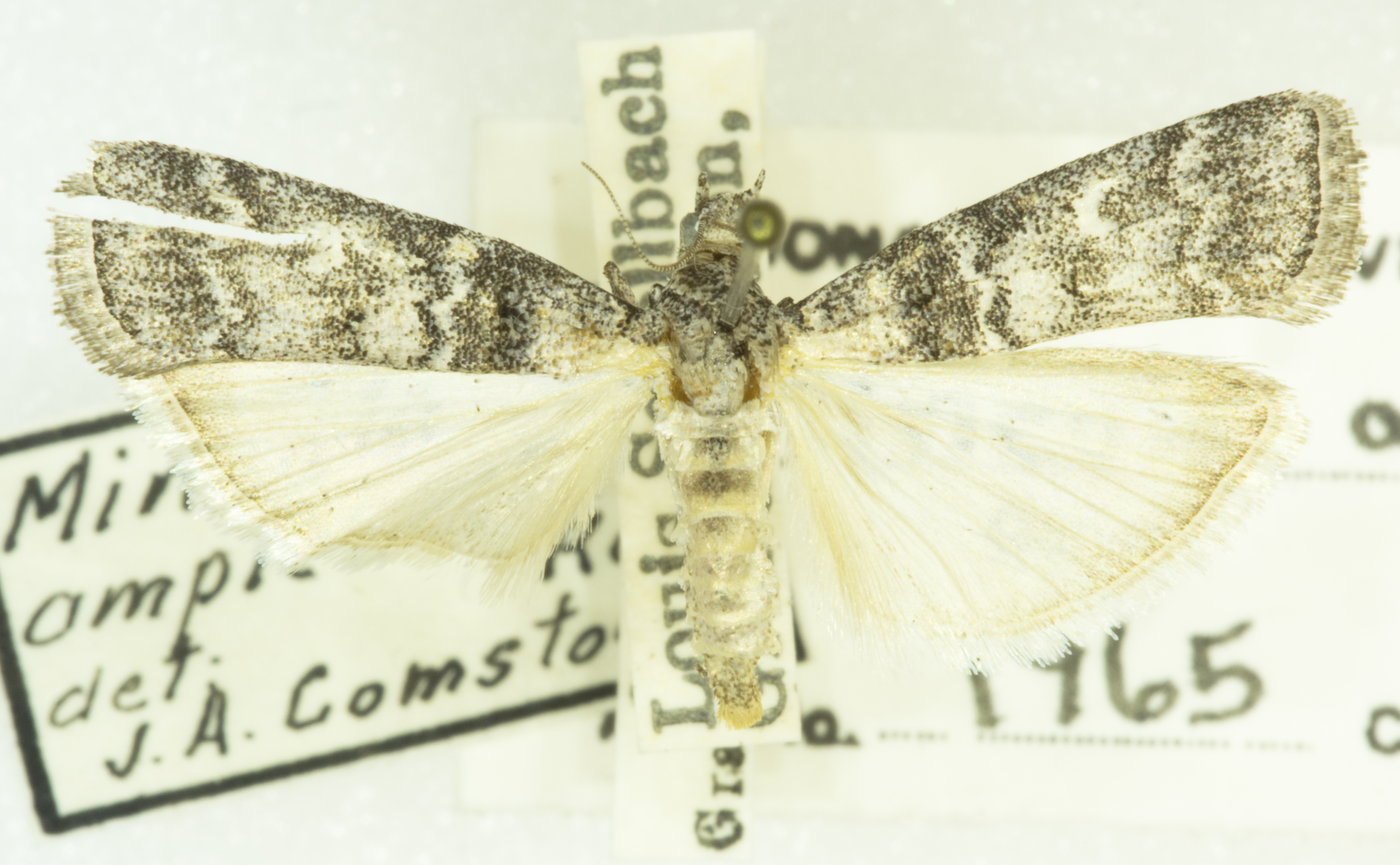
Acrobasis amplexella recogida en Grand Canyon, Arizona en 1942

Acrobasis amplexella es una especie de polilla del género Acrobasis, familia Pyralidae. Es nativa de Estados Unidos y el oriente de Canadá; fue descrita por primera vez por el entomólogo francés Émile Louis Ragonot en 1887.
La larva se alimenta de especies de ericáceas, como Kalmia angustifolia y Kalmia latifolia.